# Спасокукоцкий, Сергей Иванович
Серге́й Ива́нович Спасокуко́цкий (29 мая [10 июня] 1870, Кострома, Российская империя — 17 ноября 1943, Москва, СССР) — русский и советский учёный, хирург, создатель советской клинической школы. Внёс выдающийся вклад в медицину в области желудочно-кишечной и лёгочной хирургии, решении проблемы переливания крови. Академик АН СССР. Лауреат Сталинской премии в области науки первой степени.

## Происхождение
Отец будущего учёного, Иван Васильевич, был земским врачом, сыном сельского священника. Фамилия Спасокукоцкий произошла от одного из предков, служившего в церкви Спаса на реке Кукса во Владимирской губернии (бывший Спасо-Кукоцкий монастырь, во время церковной реформы Петра I превратившийся в обычный приход с церковью Преображения Спаса и церковью Введения во Храм Богородицы, находится в селе Сербилово Ивановской области). У Ивана Васильевича она писалась как Спасо-Кукотский, а у самого Сергея Ивановича в юные годы Спасокукотский или Спасокукоцкий. Мать, Ольга Абрамовна, последняя представительница древнего рода князей Шелеспанских. Родители познакомились и влюбились, когда Иван Васильевич лечил Ольгу Абрамовну. В приданое княжна получила крошечное имение Смыслово в Даниловском уезде Ярославской губернии, но жили они в Костроме. В браке родилось четверо детей. Брат Сергея Ивановича, Николай Иванович Спасокукоцкий (1869—1935), впоследствии стал присяжным поверенным, адвокатом, членом Вологодской губернской коллегии защитников.

## Биография
Сергей Иванович Спасокукоцкий родился в Костроме 29 мая (10 июня) 1870 года; был третьим ребёнком в семье. Мать через 7 лет супружества, когда Сергею было 4 года, умерла от туберкулёза. Отец женился второй раз на Стефании Ивановне и вместе с детьми переехал в Смыслово. В дальнейшем Сергей регулярно приезжал сюда на каникулы и в отпуск, пока в 1917 году имение не было национализировано, а на его базе образован совхоз. В 1874 году Иван Васильевич вышел в отставку и вместе с семьёй поселился в Ярославле, где стал работать «вольнопрактикующим врачом». Жили они на Стрелецкой улице (ныне Ушинского, дом 12, квартира 5). Вторая жена родила Ивану Васильевичу ещё троих детей и через 8 лет замужества также умерла от туберкулёза. Сергей с 1879 года 9 лет проучился в Ярославской губернской гимназии.
В 1888 году Сергей Иванович поступил на Медицинский факультет Московского университета, который закончил в 1893 году. Практически все годы учёбы работал. На пятом курсе добровольцем боролся с эпидемией сыпного тифа, который в результате перенёс и сам. Получив диплом врача, летом и осенью работал на строительстве Архангельской железной дороги (ныне — часть Северной железной дороги), руководил строительством больницы; зимой и весной работал в клинике профессора Л. Л. Левшина в Москве. Активно участвовал во введении антисептики. Им и Левшиным разработан новый способ ампутации конечностей, который вошёл в историю хирургии как метод Левшина-Спасокукоцкого. Подготовку к защите диссертации проводил в 1897 году в местечке Форсала в отряде Красного Креста на действующем фронте Греко-турецкой войны. Здесь Спасокукоцкий впервые применил свой знаменитый 8-образный съёмный шов.
В 1897—1909 годах работал заведующим хирургическим отделением Смоленской земской больницы (ныне Городская клиническая больница № 1). В 1902 году опубликовал фундаментальное исследование «Непроходимость привратника и её хирургическое лечение». В Смоленске Сергей Иванович встретил свою будущую жену Софью Васильевну, они влюбились, но на то время она была замужем и имела троих детей. В 1905 году с началом Русско-японской войны направляется во главе отряда Красного Креста на станцию Мысовую Забайкальской железной дороги. Пришёл к новому выводу, что при язве и раке желудка при одинаково благоприятных условиях необходимо делать иссечение, а не соустье. К концу 1900-х годов половина всех желудочных операций в России были выполнены именно Спасокукоцким.
В 1909—1911 годах заведующий хирургическим отделением Саратовской городской больницы. В 1912—1926 годах руководитель кафедры госпитальной хирургии Саратовского университета. Осенью 1909 года после развода Софья Васильевна приехала к нему и они обвенчались в деревенской церкви; через год родился первенец. Главным направлением деятельности Спасокукоцкого остаётся желудочная хирургия, он вплотную начинает заниматься раком желудка. Работает над проблемами послеоперационных осложнений, острого аппендицита, хирургии печени и желчных путей. Начинает заниматься нейрохирургией, первым стал применять жировые тампоны. Летом 1915 года в качестве хирурга-консультанта находился на Юго-западном фронте Первой мировой войны. Изобрёл метод кожно-костного лоскута, позволяющий резко снизить смертность и сократить инвалидность от черепных ранений. Начал работать над проблемой абсцессов мозга, считал, что необходимо ограничиваться пункцией и не делать трепанацию. В декабре 1916 года был произведён в статские советники.
После тяжёлых лет Гражданской войны начал заниматься хирургическим лечением эхинококкоза, лёгочной хирургией, переливанием крови.

Могила С. И. Спасокукоцкого на Новодевичьем кладбище Москвы.

С 1926 года руководитель факультетской клиники и кафедры факультетской хирургии 2-го Московского медицинского института им. Н. И. Пирогова. Добился введения поликлинического приёма и экстренной хирургии, строжайшего соблюдения асептики, заменил хлороформный наркоз местной анестезией новокаином, совместно со своим ассистентом И. Г. Кочергиным предложил метод обеззараживания рук хирурга перед операцией, ввёл посещение больных в определённые часы. Вёл работы по предоперационному желудочному голоданию, ацидозу и операционному шоку (предложил для его профилактики делать сахарную клизму перед операцией и кормить через зонд после). Принял участие в организации Центрального института переливания крови, возглавил его хирургическое отделение, свою клинику сделал базой этого отделения, при нём она была Всесоюзным исследовательским центром проблем переливания крови в хирургии. Инициировал и обосновал принцип: «во фронтовых медсанбатах — только кровь первой группы, совместимой с четырьмя другими». В 1938 году выходит его обширный ставший классикой труд «Хирургия гнойных заболеваний лёгкого и плевры». В 1940 году вышла его классическая работа «Актиномикоз лёгких». В мае 1942 года избран действительным членом Академии наук СССР.
Оперировал до последних дней. Умер 17 ноября 1943 года от рака печени. Похоронен на Новодевичьем кладбище.

## Награды и память

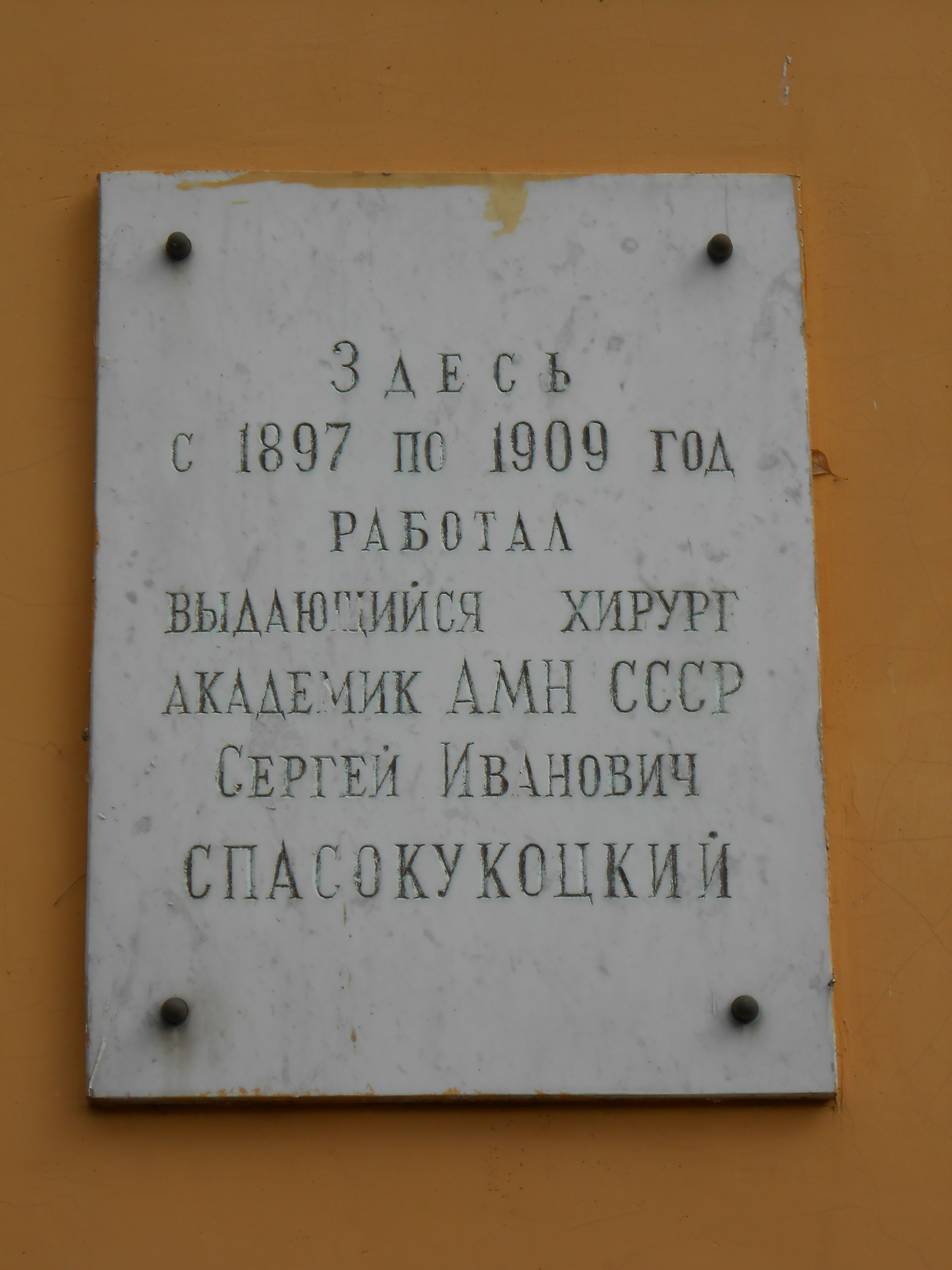
Мемориальная доска на здании Смоленской городской клинической больницы.

Награды: турецкий орден Меджидие III степени, турецкая серебряная медаль в память греко-турецкой войны 1897 г., орден Св. Анны III степени (1898), орден Св. Станислава III степени,орден Св. Станислава II степени (1916), орден Ленина (1939), Сталинская премия СССР (1942), орден Трудового Красного Знамени (сентябрь 1943, за труды для фронта).
За ряд блестяще выполненных операций и научные достижения получил от Правительства денежную премию в 30 000 рублей и автомобиль ЗИС. Лауреат Сталинской премии первой степени 1942 года за работы по хирургии и за работу «Актиномикоз лёгких».
Именем Спасокукоцкого названа улица в Костроме и факультетская хирургическая клиника Российского государственного медицинского университета (бывший 2-й Московский медицинский институт). Ему установлен памятник-бюст на Ленинском проспекте в Москве перед главным корпусом Городской клинической больницы № 1 (скульптор В. В. Лишев). Его имя носила премия Академии медицинских наук СССР.
В сентябре 2015 года имя Сергея Ивановича Спасокукоцкого присвоено больнице № 50 города Москвы, в связи с 60-летием.